# Schirrhein
Schirrhein je občina v departmaju Bas-Rhin francoske regije Alzacija.
Leta 1990 je v občini živelo 1 850 oseb oz. 285 oseb/km².